# Silvio Ferrari (scrittore)
Silvio Ferrari (Zara, 22 settembre 1942) è uno scrittore e traduttore italiano.

## Biografia
Alla fine della seconda guerra mondiale, bambino, lascia la Dalmazia con la madre, zaratina, e dopo un breve soggiorno nel campo profughi di Trieste, va a Camogli, città natale del padre.
Terminati gli studi, diviene insegnante dapprima all'Istituto Nautico, quindi al Liceo Artistico Nicolò Barabino e ai licei classici Giuseppe Mazzini e Cristoforo Colombo di Genova. Infine (anni 2000-2007), come docente a contratto alla Facoltà di Lingue per l'insegnamento delle letterature croata, bosniaca e serba.
Per alcuni anni è attivo in politica: tra il 1975 e il 1980 è stato assessore alla Pubblica Istruzione della Provincia e poi del comune di Genova (1981-1985), infine assessore alla cultura del capoluogo ligure (1990-1993).
Nel 2010 è stato nominato rappresentante della Regione nel consiglio di amministrazione della Fondazione Teatro Carlo Felice, che attraversava un periodo di dissesto sindacale e finanziario, culminato in commissariamento. È stato anche tra i principali artefici della ristrutturazione e della riapertura del Teatro Sociale di Camogli, mantenendo un ruolo amministrativo nella Fondazione fino al 2018, quando ha preferito dimettersi.
La sua opera letteraria comincia negli anni settanta, quando inizia a tradurre da tre lingue di ceppo slavo-meridionale: croato, serbo, bosniaco. Pubblica i propri lavori con varie case editrici tra le quali Garzanti, Einaudi, Feltrinelli e Studio Tesi. Silvio Ferrari ha al suo attivo anche numerose pubblicazioni di carattere narrativo e saggistico, edite generalmente nella sua città, Genova.
Il 14 giugno 2018 è nominato accademico nazionale della Croazia, per l'attività di traduttore dalle lingue bosniaca, croata e serba.
Attualmente vive a Camogli.

## Opere

### Scritti vari
- La casa della peste, Marietti, Guenda 1990
- Un genovese a Palermo, commento di Luigi Cattanei, Sagep, Genova 1995
- Mille comizi, presentazione di Francesco De Nicola, Pirella, Genova 1995
- O Napoli: vita di un pescatore di Camogli, Feguagiskia'Studios, Genova 1996
- Sette croati dell'Isola Lunga, De Ferrari, Genova 1996
- La morte del preside (e altre vite), De Ferrari, Genova 1998
- Fra Genova e Zara: 13 scritti degli ultimi 20 anni, De Ferrari, Genova 2000
- Due serbi e un bosniaco: saggi di letteratura, De Ferrari, Genova 2005
- L'uomo e il dragun: una storia camogliese, De Ferrari & Devega, Genova 2005
- "Caduta accidentale e commozione cerebrale" e altre storie vere, De Ferrari, Genova 2008
- Non ci sono più nemici: 15 scritti degli ultimi 4 anni, De Ferrari, Genova 2008
- Cento camogliesi: microstorie del 20. secolo, De Ferrari, Genova 2010
- A Pianacci, in Garfagnana, De Ferrari, Genova 2012
- La morte degli altri, De Ferrari, Genova 2013
- Fra i comunisti, De Ferrari, Genova 2014

### Traduzioni
- David Albahari scrittore serbo: La morte di Ruben Rubenović, racconti, introduzione Milorad Pavić, Hefti, Milano 1989
- Ivo Brešan scrittore croato: La recita dell'Amleto nel villaggio di Mrdusa Inferiore: tragedia grottesca in cinque quadri, s.l. : s.d., 1987;
- Casablanca serba: racconti da Belgrado, a cura di Nicole Janigro; traduzioni di Silvio Ferrari, Alice Parmeggiani, Ines Olivari Venier, Feltrinelli, Milano 2003
- Ivan Čolović, Campo di calcio campo di battaglia: il calcio dal racconto alla guerra: l'esperienza iugoslava, Mesogea, Messina 1999
- Bora Ćosić, scrittore serbo: I morti: Berlino delle mie poesie, prefazione di Predrag Matvejević, Mesogea, Messina 2006
- Filip David, scrittore serbo: Frammenti di tempi tenebrosi: diario, Belgrado 1990-1995, Edizioni e, Trieste 1996
- Boris Dežulović, scrittore croato: L'angioletto (Christkind), romanzo, Libri Scheiwiller, Milano 2006
- Ivica Đikić, giornalista croato-bosniaco: Cirkus Columbia, Zandonai, Rovereto 2008
- Nedjeljko Fabrio, scrittore croato:
  - La chioma di Berenice, prefazione Grytzko Mascioni, postfazione Silvio Ferrari, Hefti, Milano 1995
  - L'esercizio della vita: cronisteria, Oltre edizioni, Sestri Levante 2018
- Ivo Franges, scrittore croato: L'elegia veneziana di Kranjčević: Il crollo del campanile (1902), San Marco dei Giustiniani, Genova 2004
- Aleksandar Gatalica, scrittore serbo: Secolo: cento e una storia di un secolo, prefazione di Predrag Matvejevic, traduzione di Silvio Ferrari e Aleksandra Dzankic, Diabasis, Reggio Emilia 2008
- Mirko Kovač scrittore serbo-croato:
  - La vita di Malvina Trifković, Anabasi, Milano 1994
  - La città nello specchio: notturno familiare, Zandonai, Rovereto 2010
- Ivan Goran Kovačić, scrittore croato: La fossa, poema, San Marco dei Giustiniani, Genova 2007
- Miroslav Krleža, scrittore croato:
  - Sull'orlo della ragione, Studio Tesi, Pordenone 1984
  - I signori Glembay, Costa & Nolan, Genova 1978, stampa 1987
  - Bellezza, arte e tendenza politica, presentazione di Predrag Matvejevic; disegni di Krsto Hegedusic, Costa e Nolan, Genova 1991
  - La battaglia di Bistrica Lesna, Studio Tesi, Pordenone 1995
  - Le ballate di Petrica Kerempuh, prefazione di Predrag Matvejević; con uno scritto di Joža Skok, Einaudi, Torino 2007
  - Il ritorno di Filip Latinovicz, prefazione di Predag Matvejevic, Zandonai, Rovereto 2009
  - Il dio Marte croato: quattro racconti, Hefti, Milano 2017
- Sarah Zuhra Lukanic', Le lezioni di Selma, prefazione di Silvio Ferrari, Libribianchi, Milano 2007
- Predrag Matvejević, scrittore croato:
  - Breviario mediterraneo, introduzione Claudio Magris, Hefti, Milano 1988
  - Reale come favola: incontri con Ravenna, traduzione dal croato di Silvio Ferrari, traduzione in inglese di Marie Terese Lams, [S.l.] Sogedit, 1997
  - Mediterraneo: un nuovo breviario, prefazione di Claudio Magris, Garzanti, Milano 1998
- Luko Paljetak, scrittore croato: Calle dei Ragusei, prefazione di Predrag Matvejevic, Mesogea, Messina 2002
- Abdulah Sidran scrittore bosniaco:
  - Sarajevski tabut, volume a cura di Piero Del Giudice, Edizioni E, Trieste 1995
  - A Zvornik ho lasciato il mio cuore: dramma in tre atti, [S.l.] Edizioni Saraj, 2005
  - Il cieco canta alla sua città, cura del volume Piero Del Giudice, [S.l.] Edizioni Saraj, 2006
  - Il grasso di lepre: poesie 1970-2009, traduzioni di Silvio Ferrari e Nadira Šehović, Casagrande, Bellinzona 2010
  - Suze majki Srebrenice, traduzioni: Nadira Šehović, Silvio Ferrari, ADV Publishing House, Lugano 2010
- Izet Sarajlić, scrittore bosniaco:
  - 30 febbraio: poesie dal 1950 al 1998, San Marco dei Giustiniani, Genova 1999
  - Chi ha fatto il turno di notte, prefazione di Erri De Luca, Einaudi, Torino 2012
- Antun Šoljan, scrittore croato:
  - Rustichello, San Marco dei Giustiniani, Genova 1986
  - La breve gita; Breve storia de La breve gita, Hefti Edizioni, Milano 1991